# Judith Davidson Chafee
Judith Chafee (1932–1998) fue una arquitecta estadounidense conocida por su trabajo en edificios residenciales en Arizona, y por su docencia en arquitectura en la Universidad de Arizona. Fue la primera mujer de Arizona en ser nombrada socia del Instituto Americano de Arquitectos.

## Biografía
Chafee nació en Chicago en 1932. Su madre, Christina Chafee, tenía estudios de arqueología y antropología. Su padre biológico falleció antes de su nacimiento. La familia se trasladó a Tucson, Arizona.
Chafee fue educada en muchas instituciones. Estuvo en un colegio en Chicago a finales de los años cuarenta, obtuvo un grado de artes visuales en el Colegio Bennington en 1954, e hizo parte de la Universidad de Yale como la única mujer en la carrera de arquitectura.

## Obras

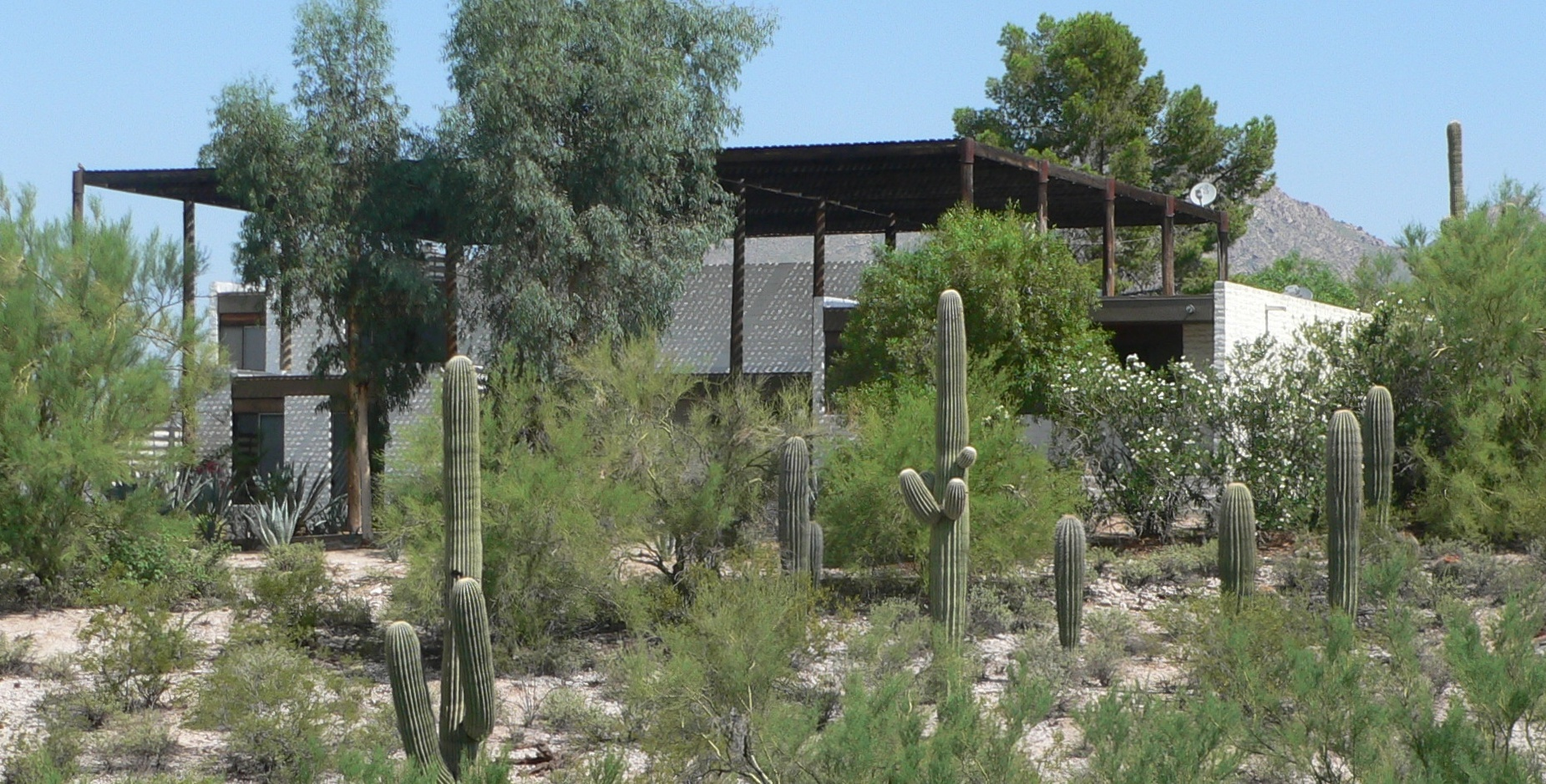
Casa de Ramada

La mayoría de sus trabajos se encuentran en Arizona. La Casa de Ramada en Tucson es un moderno edificio residencial nombrado en el Registro Nacional de Lugares Históricos. La estructura consta de cuartos privados y áreas públicas.